# Qorasuv
Qorasuv (uzb. cyr.: Қорасув; ros.: Карасу, Karasu) – miasto we wschodnim Uzbekistanie, w wilajecie andiżańskim, w tumanie Qo'rg'ontepa. W 1989 roku liczyło ok. 19,5 tys. mieszkańców. Ośrodek przemysłu lekkiego.
Miejscowość otrzymała prawa miejskie w 1980 roku. Do 1991 roku miasto nosiło nazwę Ilyichevsk (Iljiczewsk).